# اینهامبانه

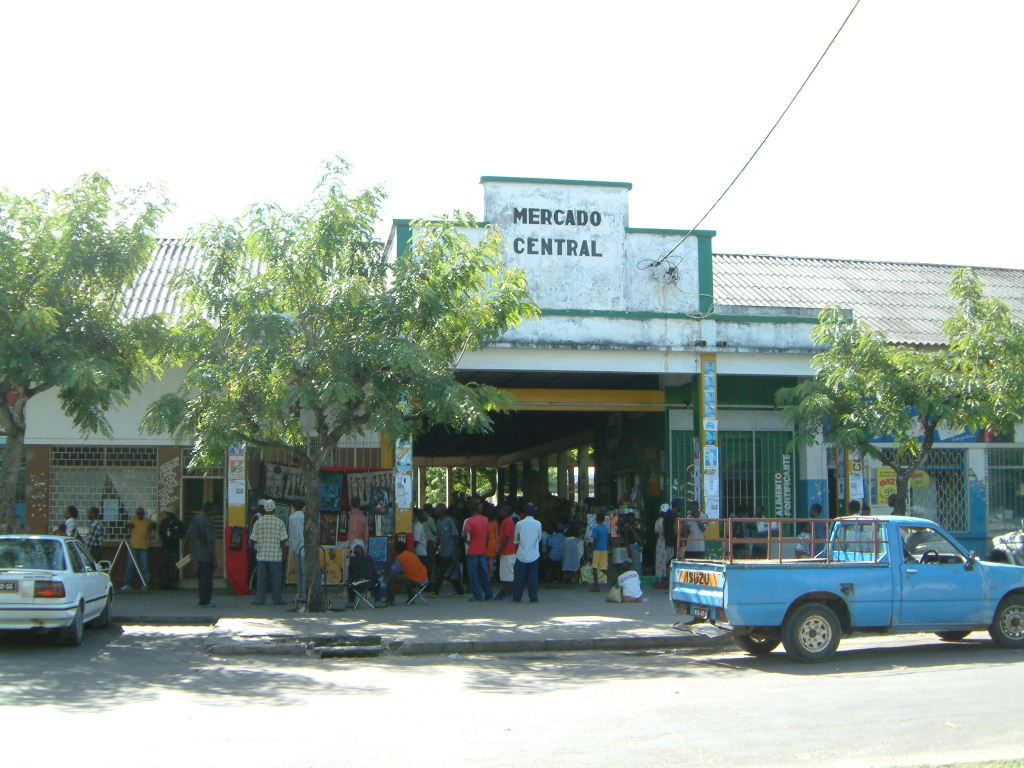
بازار مرکزی اینهامبانه.

اینهامبانه شهری است در جنوب کشور موزامبیک.
این شهر مرکز استان اینهامبانه است و جمعیت آن در سال ۲۰۰۷ میلادی برابر با ۶۳٬۸۳۷ نفر بود.

## پیشینه
اینهامبانه یکی از قدیمی‌ترین سکونتگاه‌های انسانی در کرانه خاوری آفریقا است.
لنجها از خاورمیانه از سدهٔ ۱۱ میلادی در این محل به منظور بازرگانی رفت‌وآمد می‌کردند.
بازرگانان ایرانی و بازرگانان مسلمان به تجارت مروارید و عنبر با اینهامبانه و محلی جنوبی‌تر به نام چیبوئنه مشغول بودند.
این منطقه به خاطر پنبه‌ریسی و تولید پنبه توسط قبیله تونگا پرآوازه شد.
پرتغالی‌ها در دوره‌های بعدی وارد این منطقه شدند.